# جوني كوستا
جوني كوستا (بالإنجليزية: Johnny Costa)‏ هو عازف جاز وعازف بيانو وملحن أمريكي، ولد في 17 يناير 1922 في أرنولد في الولايات المتحدة، وتوفي في 11 أكتوبر 1996 في بيتسبرغ في الولايات المتحدة بسبب فقر الدم.

## وصلات خارجية
- جوني كوستا على موقع IMDb (الإنجليزية)
- جوني كوستا على موقع ميوزك برينز (الإنجليزية)
- جوني كوستا على موقع ديسكوغز (الإنجليزية)
- جوني كوستا على موقع قاعدة بيانات الفيلم (الإنجليزية)